# 880 (numero)
Ottocentottanta (880) è il numero naturale dopo l'879 e prima dell'881.

## Proprietà matematiche
- È un numero pari.
- È un numero composto, con 20 divisori: 1, 2, 4, 5, 8, 10, 11, 16, 20, 22, 40, 44, 55, 80, 88, 110, 176, 220, 440, 880. Poiché la somma dei suoi divisori (escluso il numero stesso) è 1352 > 880, è un numero abbondante.
- È un numero odioso.
- È un numero congruente.
- È un numero di Harshad (in base 10), cioè è divisibile per la somma delle sue cifre.
- È parte delle terne pitagoriche (84, 880, 884), (198, 880, 902), (285, 880, 925), (429, 880, 979), (528, 704, 880), (558, 880, 1042), (660, 880, 1100), (768, 880, 1168), (880, 924, 1276), (880, 1050, 1370), (880, 1479, 1721), (880, 1650, 1870), (880, 1836, 2036), (880, 2112, 2288), (880, 2340, 2500), (880, 2961, 3089), (880, 3465, 3575), (880, 3822, 3922), (880, 4356, 4444), (880, 4800, 4880), (880, 6018, 6082), (880, 7719, 7769), (880, 8778, 8822), (880, 9660, 9700), (880, 12084, 12116), (880, 17589, 17611), (880, 19350, 19370), (880, 24192, 24208), (880, 38715, 38725), (880, 48396, 48404), (880, 96798, 96802), (880, 193599, 193601).

## Astronomia
- 880 Herba è un asteroide della fascia principale del sistema solare.
- NGC 880 è una galassia irregolare della costellazione della Balena.

## Astronautica
- Cosmos 880 è un satellite artificiale russo.

## Altri ambiti
- Convair 880 è un aereo di linea quadrimotore a reazione Convair (Convair Vultee Aircraft Corporation Consolidated USA).